# Trat Football Club
El Trat Football Club (en tailandés: สโมสรฟุตบอลจังหวัดตราด) es un equipo de fútbol de Tailandia que juega en la Liga de Tailandia, la primera categoría de fútbol en el país.

## Historia
Fue fundado en el año 2012 en la provincia de Trat y ese mismo año fueron admitidos en la tercera división nacional. En su primera temporada fueron descalificados de la Copa de Tailandia después de alinear a un jugador suspendido ante el Army United FC.
Un año después logran el ascenso a la Primera División de Tailandia, donde estuvieron hasta descender en 2015, para retornar a la segunda categoría un año después. En la temporada 2018 terminaron en segundo lugar y lograron el ascenso a la Liga Premier de Tailandia por primera vez.

## Palmarés
- Regional League Eastern Division: 1

2016

## Jugadores

### Jugadores destacados
- Vilard Normcharoen